# دون تومسون (منافس ألعاب قوى)
دون تومسون (بالإنجليزية: Don Thompson) هو منافس ألعاب قوى بريطاني، ولد في 20 يناير 1933 في لندن في المملكة المتحدة، وتوفي في 3 أكتوبر 2006 في فريملي في المملكة المتحدة بسبب أم الدم داخل القحف.

## وصلات خارجية
- دون تومسون على موقع اللجنة الأولمبية الدولية (الإنجليزية)
- دون تومسون على موقع أوليمبيديا (الإنجليزية)
- دون تومسون على موقع اللجنة الأولمبية البريطانية (الإنجليزية)
- دون تومسون على موقع اتحاد ألعاب الكومنولث (مؤرشف) (الإنجليزية)